# Aavanikunnile Kinnaripookkal
Aavanikunnile Kinnaripookkal es una película india en malayalam de 1991, dirigida por Paul Babu, protagonizada por Kakka Ravi y Karthika en los papeles principales.

## Trama
La Dra. Rajalakshmi (K.R. Vijaya) sigue llorando al hijo que perdió hace 25 años. Está viviendo con su sobrina Indu (Karthika). Rajalakshmi conoce a Raju (Kakka Ravi), un representante médico. Indu también conoce a Raju y se enamoran el uno del otro. Aunque Raju afirma que sus padres viven en Filadelfia, en escenas posteriores se revela que es un huérfano criado en un orfanato cristiano. 
Balan Menon (Nedumudi Venu) es pariente de Rajalakshmi y siente algo por ella desde su juventud. Rajalakshmi frecuentemente trata de evitar las propuestas de Balan Menon para comenzar una nueva vida juntos. 
Raju pide a Rajalakshmi la mano de Indu en matrimonio. Rajalakshmi se niega a ello ya que Raju es huérfano. Balan Menon intenta convencer a Rajalakshmi, pero fracasa. Raju e Indu deciden separarse por el bien de Rajalakshmi. Rajalakshmi va al orfanato y se da cuenta de que Raju es su propio hijo. 
La película termina en tragedia con Raju muriendo en un accidente de bicicleta camino a encontrarse con Rajalakshmi. 

## Reparto
- Kakka Ravi como Raju
- KR Vijaya como Rajalakshmi
- Karthika como Indu
- Nedumudi Venu como Balan Menon
- Ashokan como Ajayan (Aji)
- Babu Namboothiri como el Padre
- Jagathy Sreekumar como Stephan Thomas
- Innocent como Idiyan Kesava Pillai
- TP Madhavan como Lonappan
- MG Soman  como Jayamohan (sólo en la foto)

## Trivialidades
- La trama es muy similar a la de la anterior edición de  January Oru Orma, donde Karthika y MG Soman desempeñaban papeles idénticos.
- La película se estrenó después de años de realización.